# Богданівський заказник
Богда́нівський заказник — ландшафтний заказник загальнодержавного значення в Україні. Розташований у межах Нікопольського району Дніпропетровської області, на північ від міста Покров. 

## Опис
Площа 1387 га. Статус присвоєно 1998 року. Перебуває у віданні: Відкрите акціонерне товариство «Покровський гірничо-збагачувальний комбінат» — 960 га, Марганецький держлісгосп (Нікопольське лісництво) — 370 га, Обласне виробниче управління водного господарства — 57 га. 
Територія заказника охоплює відновлені вторинні екосистеми на відпрацьованих відвалах Богданівського марганцеворудного кар'єру та ділянку річки Солоної. 
Охороняється ділянка збережених у природному стані екосистем у поєднанні з антропогенно зміненими ландшафтами. Окрім типових степових та прибережно-водних рослин тут зростають ковила Лессінга, ковила волосиста. З комах трапляються дозорець-імператор, вусач-коренеїд хрестоносець. З тварин виявлено до 580 видів безхребетних, 18 видів риб, 4 види земноводних і 4 плазунів, 91 вид птахів та 13 видів ссавців. З-поміж інших тут можна зустріти гадюку степову східну та луня польового, занесених до Червоної книги України.
Заказник важливий для досліджень динаміки розвитку біоти в умовах інтенсивного впливу техногенних чинників.